# El violín rojo
El violín rojo es una película canadiense de 1998 dirigida por François Girard y protagonizada por Samuel Jackson, Jason Flemyng y Greta Scacchi.
La película destaca en el hecho de que se hablan varios idiomas y que aparecen los subtítulos correspondientes. Fue la segunda película, después de Apocalypse Now (1979), en tener más de cuatro idiomas (en este caso cinco). Los idiomas son el italiano, el alemán, el francés, el mandarín y el inglés. Si bien el título está expresado en los cinco idiomas, es mayormente conocido por sus versiones en inglés y francés, The Red Violin y Le Violon rouge, respectivamente.

## Argumento
El violín rojo es la ficción de un violín perfecto, conocido por su notable barniz de color rojo, que estaría siendo subastado en Canadá.
Desde el inicio, la historia es retratada, mostrando el violín viajando por todo el mundo por más de 300 años (desde 1681), y causa a su alrededor malestares, amores y sacrificios. La historia es narrada en distintas modalidades del mundo, con escenas de Cremona, Viena, Oxford, Shanghái y Montreal. En Italia, Niccolo Bussotti (personaje de ficción) está por terminar el violín perfecto, su obra maestra, un regalo para su futuro hijo. Su criada (Cesca) predice el futuro a Ana, la esposa de Niccolo, la cual fallece en el parto. Curiosamente, la adivina da pautas del futuro del violín perfecto.
El violín tiene una suerte nómada. Comienza a pasar de mano en mano, por varios países (por ejemplo, en China, donde pasa la gran parte de su tiempo), hasta llegar a nuestros días, cuando un coleccionista cree reconocer en un violín de color rojizo, que está siendo subastado en Montreal, el legendario violín rojo.
Al final la película muestra que el violín rojo fue robado de la subasta y cómo se consiguió el barniz, que está formado por dos componentes líquidos especiales para el barniz y la sangre de la mujer de Niccolo, ya fallecida, lo cual explica las lecturas de la adivina.

## Reparto

### Cremona
- Carlo Cecchi: Niccolo Bussotti
- Irene Grazioli: Ana Bussotti
- Anita Laurenzi: Cesca

### Viena
- Christoph Koncz: Kaspar Weiss
- Jean-Luc Bideau: Georges Poussin

### Oxford
- Jason Flemyng: Frederick Pope
- Greta Scacchi: Victoria Byrd
- Joshua Bell: miembro de la orquesta (primer violín)

### Shanghái
- Sylvia Chang: Xiang Pei
- Liu Zifeng: Chou Yuan

### Montreal
- Samuel L. Jackson: Charles Morritz
- Colm Feore: subastador
- Monique Mercure: Madame Leroux
- Don McKellar: Evan Williams

## Producción
El filme está inspirado en uno de los violines de Stradivarius, el Red Mendelssohn (1720-1721) que actualmente toca Elizabeth Pitcairn. Es un violín que compró su abuelo para su 16.º cumpleaños por 1,6 millones US$ en una subasta de Christie's en Londres y que se llama «El Rojo Mendelssohn» debido a una franja roja que se observa arriba a la derecha, cuyos orígenes se desconocen.
Esta obra cinematográfica fue filmada en localizaciones de Montreal, Cremona, Viena, Oxford y Shanghai.

## Premios
La película ganó un Óscar por la Mejor Música Original (compuesta por John Corigliano). También recibió un premio de la Academia canadiense de Cine y Televisión en la misma categoría y otros 37 reconocimientos.